# ESTEC

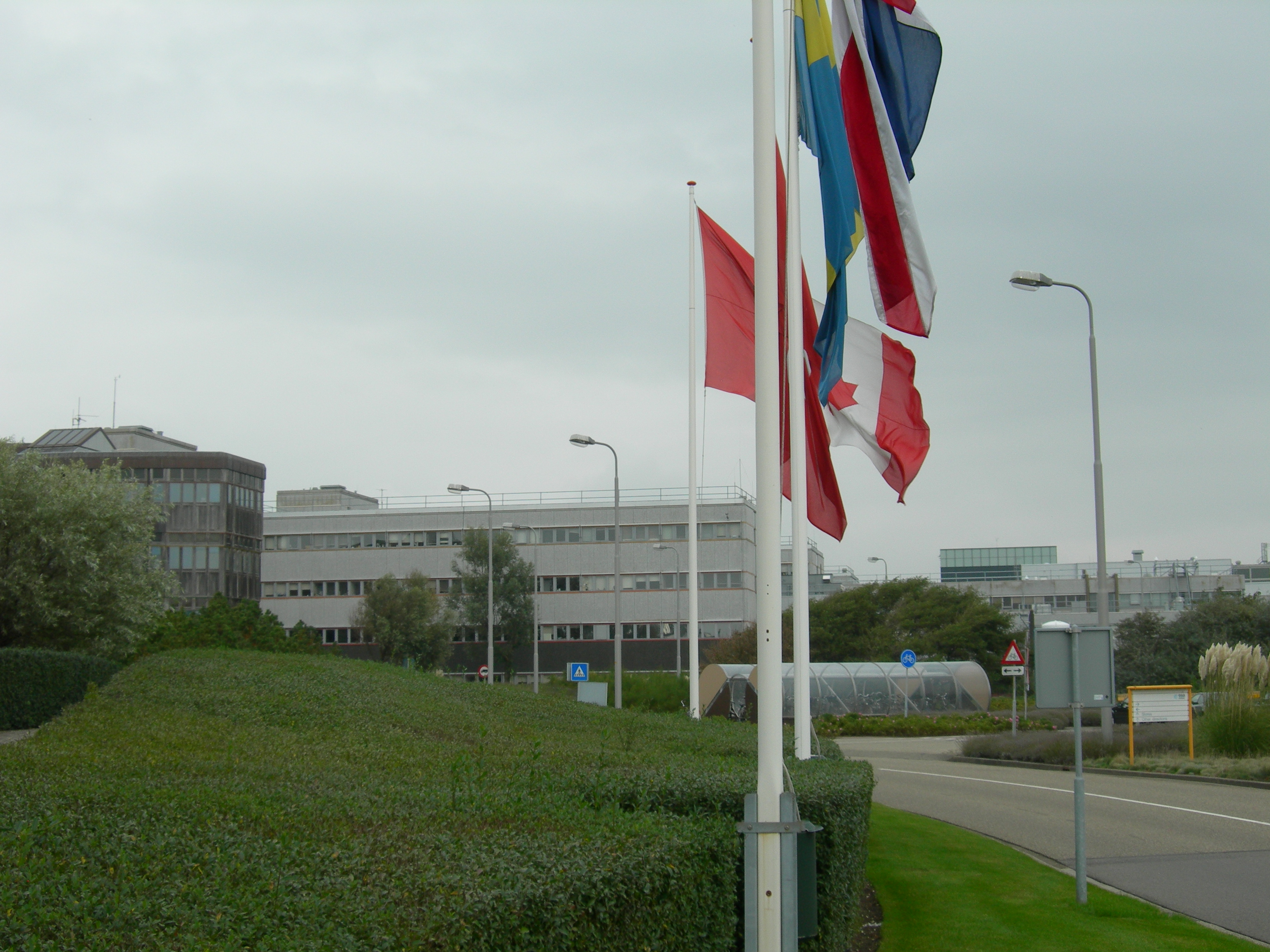
ESTEC i Noordwijk.

European Space Research and Technology Centre, förkortat ESTEC, är den Europeiska rymdorganisationens (ESA:s) tekniska centrum, beläget i Noordwijk, Nederländerna. Vid ESTEC sker bland annat projektledning och huvuddelen av allt utvecklingsarbete för ESA:s satelliter och rymdfarkoster fram till uppsändningen. Här finns även andra tekniska resurser, inkluderande testanläggningar för rymdfarkoster.